# 푸네스 라지쿠마르
푸네스 라지쿠마르(칸나다어: ಪುನೀತ್ ರಾಜ್‍ಕುಮಾರ್, 1975년 3월 17일 ~ 2021년 10월 30일)는 인도의 배우, 가수, 텔레비전 진행자이다.
라지쿠마르는 아버지인 라지쿠마르의 작품에 아역 배우로 경력을 시작했다. 아역으로 출연한 작품은 《Vasantha Geetha》 (1980), 《Bhagyavantha》 (1981), 《Chalisuva Modagalu》 (1982), 《Eradu Nakshatragalu》 (1983), 《Bettada Hoovu》 (1985) 등이 있다. 1985년 출연한 《Bettada Hoovu》에서 아푸 역할로 내셔널 필름 어워드 아역상을 수상하였다.
아역이 아닌 주연으로 출연한 작품은 《Appu》 (2002), 《Abhi》 (2003), 《Veera Kannadiga》 (2004), 《Maurya》 (2004), 《Aakash》 (2005), 《Arasu》 (2007), 《Milana》 (2007), 《Vamshi》 (2008), 《Raam》 (2009), 《Jackie》 (2010), 《Hudugaru》 (2011), 《Raajakumara》 (2017), 등이 있다. 또한 그는 칸나다 영화에서 높은 출연료를 받는 배우 중 하나이다.
또한, 2012년 텔레비전 게임쇼 《누가 백만장자가 되고 싶은가?》의 칸나다어 버전인 《Kannadada Kotyadhipati》의 진행자로도 잘 알려져 있다.
2021년 10월 30일 벵갈루루의 헬스장에서 운동 중 심장마비로 사망하였다.